# Merith Niehuss

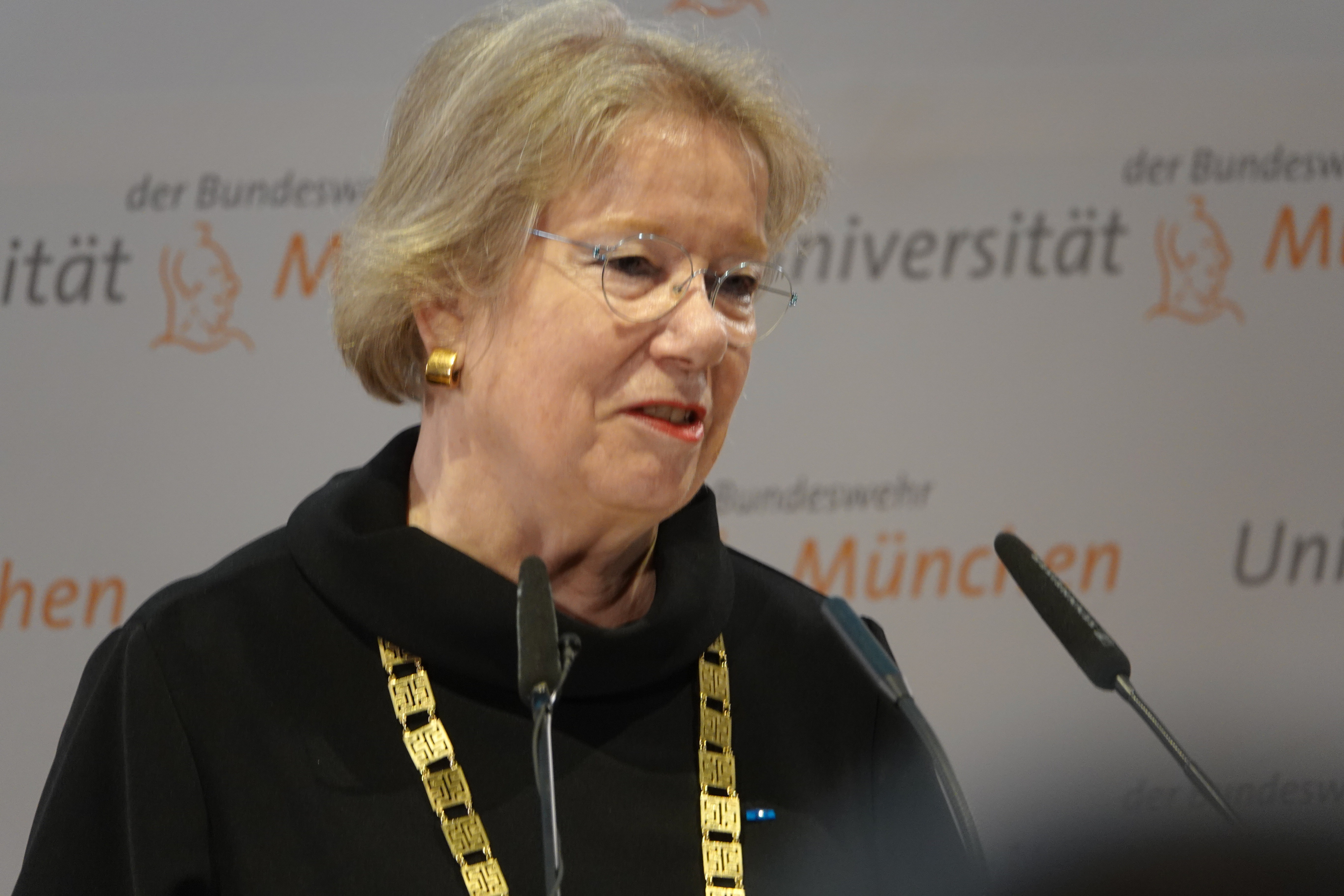
Merith Niehuss

Merith Niehuss (* 13. Februar 1954 in Bielefeld) ist eine deutsche Historikerin und Soziologin. Von 2005 bis 2022 war sie Präsidentin der Universität der Bundeswehr München.

## Leben und Wirken
Niehuss wurde als erstes von zwei Kindern eines Journalisten und einer Hausfrau in Bielefeld geboren. Sie verlebte die ersten Jahre in Westfalen, bevor die Familie nach München zog. Dort besuchte sie ab 1964 das Luisengymnasium.
Nach dem Abitur studierte sie Geschichte (M.A.), Anglistik und Soziologie (Diplom) in Regensburg und München. 1982 wurde sie bei Gerhard A. Ritter an der LMU München  mit der Dissertation Arbeiterschaft in Krieg und Inflation: soziale Schichtung und Lage der Arbeiter in Augsburg und Linz 1910 bis 1925 zum Dr. phil. promoviert. 1993 habilitierte sie sich dort. Ihre Habilitationsschrift hatte das Thema Familie, Frau und Gesellschaft. Studien zur Strukturgeschichte der Familie in Westdeutschland und war ein Projekt der VolkswagenStiftung. 1994 erhielt Niehuss ein Heisenberg-Stipendium und vertrat den Lehrstuhl für deutsche und europäische Geschichte des 19. und 20. Jahrhunderts an der Universität der Bundeswehr München. Zwei Jahre später folgte sie dem Ruf, den Lehrstuhl als Professorin zu übernehmen. Die Forschungsschwerpunkte von Niehuss liegen im Bereich der Sozialgeschichte und der Gender-Forschung. Sie ist Autorin, Mitautorin und Herausgeberin mehrerer Bücher.
Von 1999 bis 2003 war Niehuss Vizepräsidentin der Universität. 2005 wurde sie in Nachfolge von Hans Georg Lößl Präsidentin der Universität und in diesem Amt 2010 wiedergewählt. Die Amtszeit von Niehuss endete 2017, wurde aber für eine dritte Amtszeit wiederbestellt.
Außerdem war sie von 2003 bis 2013 Mitglied im Universitätsrat der Universität Salzburg; von 2010 bis 2018 der Universität Stuttgart. 2005 wurde sie Vorsitzende des wissenschaftlichen Beirates des NS-Dokumentationszentrums München. Sie gehört ferner folgenden Kuratorien an: Deutsches Museum in München (2008), Akademie für Politische Bildung in Tutzing (2011) und Fraunhofer-Gesellschaft (2012).
Niehuss hatte die Professur für Neuere Geschichte an der Fakultät für Staats- und Sozialwissenschaften der Universität der Bundeswehr München inne. Diese wurde seit Beginn ihrer Präsidentschaft bis 2020 durch Sylvia Schraut und anschließend von Hedwig Richter vertreten. Zum 31. Dezember 2022 ist Niehuss in den Ruhestand getreten.

## Auszeichnungen
- 2016: Bayerischer Verdienstorden[3]
- 2022: Ordre national du Mérite[5]
- 2023: Ehrenkreuz der Bundeswehr in Gold[6]

## Schriften (Auswahl)

### Monografien
- Arbeiterschaft in Krieg und Inflation. Soziale Schichtung und Lage der Arbeiter in Augsburg und Linz 1910 bis 1925 (= Veröffentlichungen der Historischen Kommission zu Berlin. Band 59). de Gruyter, Berlin u. a. 1985, ISBN 3-11-009660-9.
- Mit Gerhard A. Ritter: Wahlen in der Bundesrepublik Deutschland. Bundestags- und Landtagswahlen 1946–1987. Beck, München 1987, ISBN 3-406-32055-4.
- Mit Gerhard A. Ritter: Wahlen in Deutschland 1946–1991. Ein Handbuch, 1991
- Mit Gerhard A. Ritter: Wahlen in Deutschland 1990–1994, 1995
- Familie, Frau und Gesellschaft. Studien zur Strukturgeschichte der Familie in Westdeutschland 1945–1960 (= Schriftenreihe der Historischen Kommission bei der Bayerischen Akademie der Wissenschaften. Band 65). Vandenhoeck & Ruprecht, Göttingen 2001, ISBN 3-525-36058-4.
- Zwischen Seifenkiste und Playmobil. Illustrierte Kindheitsgeschichte des 20. Jahrhunderts. Primusverlag, Darmstadt 2007, ISBN 978-3-89678-597-8.

### Herausgeberschaften
- Mit Ulrike Lindner: Deutsche Geschichte in Quellen und Darstellung. Band 10: Besatzungszeit, Bundesrepublik und DDR. 1945–1969. Reclam-Verlag, Stuttgart 1998, ISBN 3-15-017010-9.
- Mit Ulrike Lindner: Ärztinnen – Patientinnen. Frauen im deutschen und britischen Gesundheitswesen des 20. Jahrhunderts. Böhlau, Köln u. a. 2002, ISBN 3-412-15701-5.
- Scientific research for a safer tomorrow. Universität der Bundeswehr München, Neubiberg 2007, 2. Auflage 2010.